# Klarna

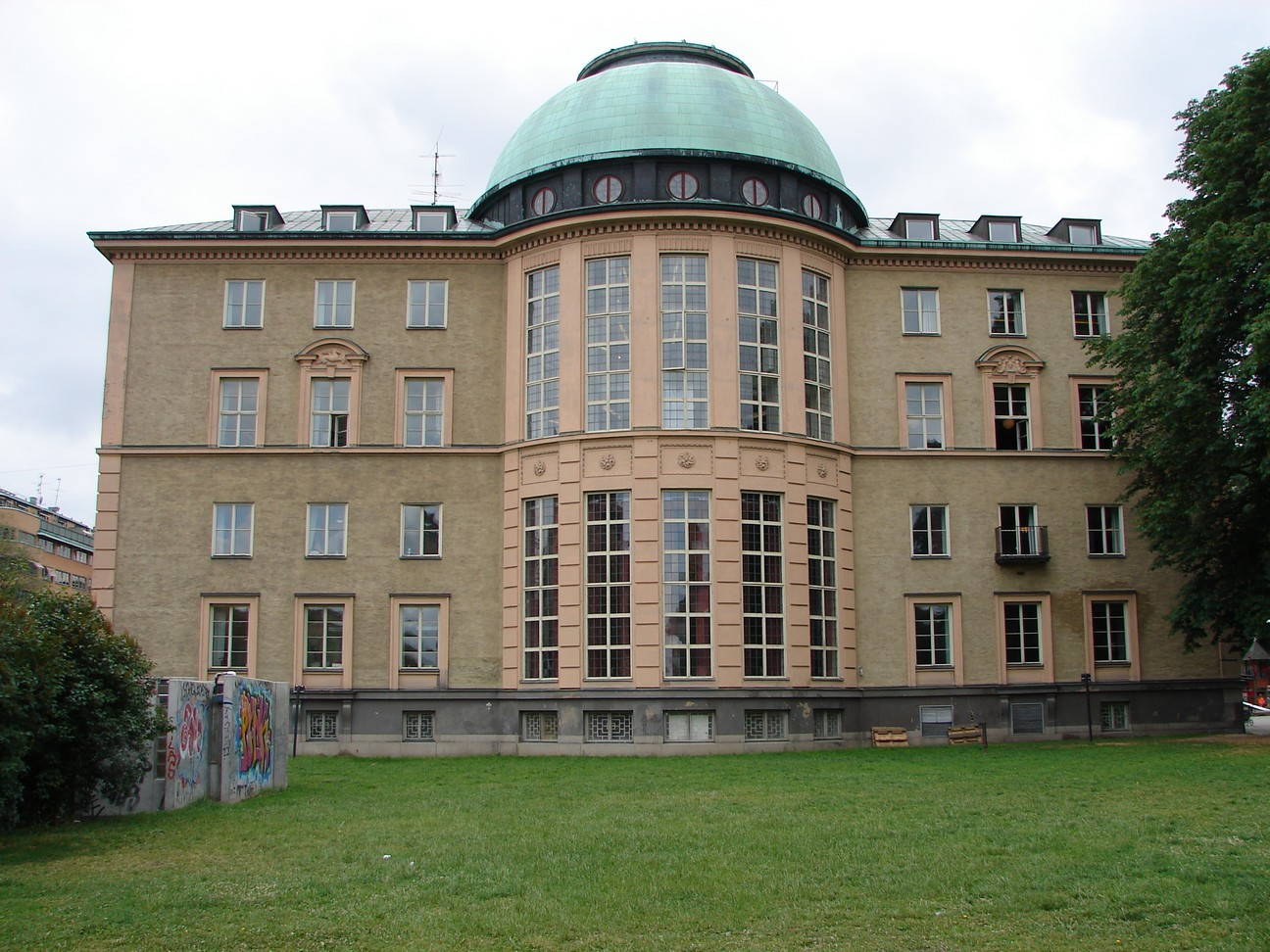
Efter sitt grundande 2005 var Klarna i SSE Business Lab, en inkubator för nyligen grundade företag vid Handelshögskolan i Stockholm.

Klarna Holding AB är ett svenskt fintechbolag som grundades 2005. Företaget ombesörjer betalningar för e-handelsföretag, där köpare får varan först och betalar i efterhand. År 2014 gick Klarna ihop med Sofort och skapade Klarna Group. Omkring år 2015 söktes banktillstånd, och 2017 namnändrades företaget till Klarna Bank.
Koncernen har omkring 3 000 anställda och är verksam i 17 länder med en omsättning på nästan 2,2 miljarder kronor för 2014. Omkring 85 miljoner konsumenter och 200 000 handlare använder deras produkter och tjänster.

## Historik
Sebastian Siemiatkowski, Niklas Adalberth och Victor Jacobsson grundade företaget Kreditor Europe AB  2005 med stöd av SSE Business Lab AB, en inkubator för nyligen grundade företag vid Handelshögskolan i Stockholm.
Affärsängeln Jane Walerud gick tidigt in i företaget med kapital och rekryterade de fem programmerare som byggde Klarna i programmeringsspråket Erlang.
I slutet av 2007 gick Investment AB Öresund in som investerare i bolaget. Under 2008 började Klarna sälja sina tjänster i Norge, Finland och Danmark. År 2009 bytte företaget namn till Klarna.
År 2010 expanderade Klarna till Tyskland och Nederländerna. I maj samma år gick San Francisco-baserade Sequoia Capital, med historia som investerare i bolag som Google, Paypal, Apple och Cisco in som investerare. Sequoia köpte in sig i företaget via en nyemission på 70 miljoner kronor och blev företagets största enskilda ägare med en andel strax över 20 %. I samband med investeringen blev Michael Moritz – ursprunglig investerare i Google – för första gången medlem i en europeisk styrelse. Senare samma år gick även riskkapitalisten Klaus Hommels, som tidigare investerat i företag som Skype och Spotify, med i styrelsen för Klarna.
Under 2010 ökade Klarna sina intäkter med över 80 % till cirka 400 miljoner SEK till i början av 2011. Klarna listas av tidningen Dagens Industri som ett av Sveriges mest snabbväxande företag 2010.
År 2011 förvärvade Klarna det israeliska bolaget Analyzd, verksamt på marknader i Europa, Israel och USA. Analyzd är specialiserade på riskhantering och onlinebetalningar och dess grundare har tidigare arbetat för PayPal. I och med förvärvet öppnade Klarna kontor i Israel som fokuserar på forskning och utveckling. 
Samma år efterträdde Eva Cederbalk, tidigare vd för bolag som SBAB, Eurocard och Netgiro International, Sven Hagströmer som ordförande i Klarnas styrelse.
År 2011 lanserade Klarna även en tjänst för mobila applikationer som gör det möjligt för konsumenten att köpa varor i ett företags befintliga mobilapplikation utan att ange några känsliga uppgifter. 
Under 2012 etablerade Klarna sina tjänster i Österrike. Samma år presenterades Klarna Checkout, som kompletterade de tidigare tjänsterna faktura, delbetalning och mobilköp. I slutet av 2012 har Klarna, sedan starten, haft 9 miljoner kunder och hanterat över 50 miljoner transaktioner.
År 2013 hade Klarna 10 miljoner användare i Europa. Under året lanserades också Klarna Checkout i både Norge och Finland. Klarna gick samman med det tyska nätbetalningsföretaget SOFORT år 2014 och Klarna Group bildades.
Under 2015 expanderade Klarna sin betallösning till USA. Samma år påbörjades också processen att söka banktillstånd. Även om tillståndet ännu inte var formellt meddelat beslutades vid en extra bolagsstämma 19 maj 2017 om ett namnbyte till Klarna Bank. År 2017 förvärvade Klarna tyska BillPay. Samma år godkände Finansinspektionen Klarnas ansökan om banktillstånd.
År 2016 lämnade en av grundarna, Niklas Adalberth, Klarna för att starta stiftelsen Norrsken Foundation.
År 2019 blev företaget Europas högst värderade fintechbolag med en värdering på 55 miljarder kronor (≈5,5 bn USD).[källa behövs]
År 2021 uppskattas företaget av Svenska Dagbladet (SvD) vara värt c:a 380 miljarder kronor varav den största ägaren Sequoias andel på drygt 21 % är värd c:a 70 miljarder.
I juli 2022 uppskattas företaget av investerare vara värt c:a 71 miljarder svenska kronor. Det är en nedgång med 80–90 % från den tidigare högsta värderingsnivån.

## Marknad
Klarna är idag verksamt i 14 länder: Sverige, Norge, Finland, Danmark, Tyskland, Österrike, Nederländerna, Schweiz, Belgien, Storbritannien, Italien, Spanien, Polen, och USA. Några av de största konkurrenterna på dessa marknader är svenska PayEx, nederländska AfterPay och PayPal i USA. Klarnas kundbas består främst av konsumenter som registrerats av Klarnas företagskunder. För att en konsument skall kunna handla hos en ansluten näringsidkare så måste konsumenten bli bankkund hos Klarna, även om det är en direktbetalning med kort.
År 2021 hade 74 procent av de svenska internetanvändarna använt sig av Klarna under det senaste året.

## Riskmodell
Klarna tar både kredit- och bedrägeririsken för e-butiken. För att möjliggöra detta baserar man sin verksamhet på en riskmodell, där olika typer av data från köpprocessen slås samman och analyseras genom Klarnas algoritmer. Baserat på utfallet från analysen kan man bedöma vilka köp som ska godkännas och inte. Geografiskt läge, tidpunkt och hur data matats in vid köptillfället är exempel på parametrar som sägs påverka utfallet av analysen.

## Tjänster
Klarna erbjuder betalningslösningar främst anpassade för e-handeln även om tjänsten i viss utsträckning även erbjuds i fysisk butik. Klarna har fyra huvudsakliga tjänster: Klarna Faktura, Klarna Konto, Klarna Mobil och Klarna Checkout.

### Klarna Faktura
Med Klarna Faktura får kunden en kort kredit (vanligtvis 30 dagar), utan att använda kreditkort. På så sätt får kunden möjlighet att kontrollera varan innan man betalar den. Sättet köpet genomförs skiljer sig något mellan olika länder. Gemensamt för alla länder är att endast information kunden kan utantill krävs för att slutföra ett köp. I Sverige krävs endast personnummer för att genomföra ett köp medan konsumenter på den tyska marknaden behöver mata in födelsedatum, kön, adress och e-post.
Efter att ovan nämnda information fyllts i fattar Klarnas system ett beslut om köpet kan godkännas eller inte. Varorna levereras av butiken och kunden får hem en faktura via post, sms eller e-mail.
Köp som utförts direkt med kort eller Klarna Direkt omvandlas till fakturaköp om ett tekniskt fel uppstår under transaktionen för att konsumenten skall kunna genomföra köpet.

### Klarna Konto
Klarna Konto är en delbetalningstjänst där kunden själv väljer vilket belopp denne vill betala per månad samt hur länge delbetalningen ska löpa. Samtliga köp som gjorts via Klarna Konto samlas på en faktura som skickas till kunden en gång i månaden. Kunden kan när som helst avsluta delbetalningen genom att betala in hela det kvarstående beloppet till Klarna.

### Klarnakort
Klarnakortet är ett betalkort som lanserades 2018 och erbjuder kunder att betala köp med faktura eller genom ett kopplat bankkonto. Klarnakortet är även anslutet till Klarnas app.

### Klarna Checkout
Klarna Checkout lanserades i Sverige under 2012. Klarna Checkout är en lösning för e-handlare, där kunden erbjuds alla populära betalsätt. Kunden behöver endast, tack vare så kallad Incremental Identification, fylla i minimalt med information (mailadress och postnummer) för att genomföra ett köp.

### Klarna Direkt
Klarna Direkt innebär att kundens bankkonto debiteras direkt. Kunden behöver alltså inte något kreditkort. Klarna och säljaren tar endast en kreditrisk om det blir ett tekniskt fel vid debitering av kontot eller om överföringen misslyckas. När produkten som kunden har beställt skickas så dras beloppet direkt från kundens bankkonto. Om konsumenten inte har täckning för beloppet eller ett tekniskt fel inträffar så skapas istället en vanlig faktura med några dagars kredittid för att kunden skall kunna handla även vid fel. Detta görs helt automatiskt och möjliggörs genom att konsumenten genomgår samma kreditprövningsprocedur som fakturaköp, Autentisering sker via Mobilt BankID. 

### Segoria
Segoria är inkassotjänst inom Klarna. Man bedriver inkasso under ett annat varumärke än Klarna, men Segoria ligger inom Klarna Bank AB. Inom klarnakoncernen finns även Indent Inkasso AB. Under september 2020 uppgav man i ett pressmeddelande att man ämnar lägga ned Segoria, och istället lägga inkassoverksamheten på outsourcing. Detta för att man är rädd att skada sitt primära varumärke, Klarna, och för att man vill säkra upp gentemot investeringsrundor i andra länder. 

## Ledare

### Styrelseordförande
- Sven Hagströmer, 2010–2011
- Eva Cederbalk, 2011–2016
- Jon Kamaluddin, 2016–2020
- Michael Moritz[19], 2020–

### Verkställande direktörer
- Sebastian Siemiatkowski, sedan 2005

## Utmärkelser
Klarna har fått utmärkelser av den brittiska tidningen Daily Telegraph i Startup100, Wired magazine UK "Klarna as the no1 hottest start up in Stockholm", 4potentials "årets mest inspirerande medarbetare 2011", Kompetensgalans "årets framtidschef 2010," 4potentials "årets chef 2010," "Sveriges näst hetaste nätentreprenör 2006," "årets uppstickare 2007" och "årets företag 2007." Företaget har även nominerats till "årets HR-innovatör 2010" i Media Momentum 2011. Klarnas tre grundare Sebastian Siemiatkowski, Victor Jakobsson och Niklas Adalberth fick titeln Entrepreneur of the Year 2015.

## Klagomål och kritik

### Påminnelseavgifter och hot om indrivning utan att först ha fått en ordinarie faktura
Under 2014 inkom ett stort antal klagomål på Klarna till Konsumentverket. Många hade fått påminnelseavgifter och hot om indrivning utan att först ha fått en ordinarie faktura. Det spekulerades i att detta var en oetisk affärside eftersom bolaget då tjänar på denna avgift och bolaget dessutom har dotterbolag som sysslar med inkasso. Konsumentverket fann också anledning att granska Klarnas sätt att påföra kreditavgifter vid delbetalning . Samma år berättade även medgrundaren Niklas Adalberth i en presentation under startupkonferensen Arctic15 att: "Det är en av våra intäktskällor. Den bästa kunden är den som inte betalar direkt, men som får en påminnelse och sedan inkassokrav. För vi har rätt att ta ut avgifter."
Under 2017 fanns uppenbarligen kritiken från 2014 och 2015 kvar. På Klarnas Facebook-sida (/Recensioner) kunde man om och om igen läsa att köpare inte fått någon faktura. Därefter erhöll köparen en ”påminnelsefaktura” med pålagd påminnelseavgift (och vid eventuella senare kontakter med Klarna, föreslog Klarna ofta att köparens mail fel-hanterat den ursprungliga fakturan).

### Klarnas Betala direkt/Betala med ett klick, är inte en direktbetalning
År 2015 kom kritik om att Klarnas Betala direkt/Betala med ett klick, inte alls är en direktbetalning från den betalande kundens bank, utan Klarna ansluter/kopplar på ett autogiro mellan kundens bankkonto (i en annan bank) och Klarna.

### Ökande kritik
År 2018 hade anmälningarna ökat hos Konsumentverket, fram till september 2018 hade 82 anmälningar inkommit.

### Datahantering
Klarna hanterar stora mängder känsliga uppgifter om enskilda personer, deras förehavanden och köpbeteenden och skapar profiler som används i bland annat marknadsföring. Informationen hanteras av Klarnas samarbetspartners både inom och utanför EU. Den registrerade har dock vissa begränsade möjligheter att få informationen raderad, då Klarnas kundvårdssystem är hopkopplat med bokföringssystemet. Bokföringslagen, som står över GDPR, är tvingande och säger att all bokföring skall lagras i minst sju år efter bokföringsår. Det finns dock ingen bortre gräns och ej heller någon skyldighet att gallra information i bokföringen. Därmed kan Klarna hantera stora mängder känsliga personuppgifter utan att bryta mot lagen. Datainspektionen ("DI", nuvarande Integritetsskyddsmyndigheten) inledde 2019 en granskning av Klarna vad gäller detta men då Klarna numera är en bank så har DI begränsade möjligheter att ingripa.
År 2019 kallade regeringen Klarnas vd Sebastian Siemiatkowski till möte. Nu handlade det om id-kapning, otydlighet med hur kunders personuppgifter hanteras, att många av Klarnas kunder hamnar hos Kronofogden, samt oklara kreditupplägg. Det angavs även att Datainspektionen redan höll på att utreda Klarna.

### Sequoias Ägarskap
I en artikelserie i Svenska Dagbladet lyftes det i juli 2021 fram att huvudägaren i Klarna, Sequoia Capital har sitt finansiella huvudsäte på Caymanöarna, vilket är kontroversiellt då landet under år 2020 placerades på EU:s svarta lista över skatteparadis, och kritiserats av organisationer som Oxfam och FATF. Ögruppen avfördes emellertid från EU:s svarta lista i slutet av 2020.

### Strider mot lagen
I december 2020 kritiserade Konsumentverket Klarna för att lyfta fram kredit framför direktbetalning.

### Kreditförluster
Enligt en genomgång av SvD i december 2021 är Klarnas kreditförluster på en historiskt hög nivå (Klarna har världshistoriens sämsta kreditkunder, säger analytikern Peter Malmqvist).

### Uppsägningar
I maj 2022 kritiserades Klarna av tidigare medarbetare som hade fått sparken från företaget. Dess medgrundare Sebastian Siemiatkowski avslöjade att man skulle säga upp över 700 av sina vid den tidpunkten över 7 000 anställda globalt, inklusive nyanställd personal. Hanteringen av uppsägningarna beskrevs som "kaotisk" och ytterligare kontroverser utlöstes när Siemiatkowski delade en lista över de uppsagda medarbetarna på LinkedIn, vilket kritiserades som "tondövt". 

### Kollektivavtaltvisten
Efter mångårigt arbete, strejkvarsel och hårda ordväxlingar skrev Klarna på ett kollektivavtal den 3 november 2023. Avtalet blev dock inte med förbundet som varslat om strejk, Unionen, utan med Finansförbundet, Akavia och Sveriges ingenjörer. Klarna gick med i Bankinstitutens Arbetsgivareorganisation.

### Klarna anklagas för penningtvätt
I början av juli 2024 riktade Finansinspektionen (FI) omfattande kritik mot Klarnas arbete mot penningtvätt. FI skriver att Klarna i vissa avseenden ”inte uppfyller kraven” och att bolaget i andra delar har ”överträtt dem.” 2024-12-11 angav FI att man ger Klarna Bank AB (Klarna) en anmärkning och en sanktionsavgift på 500 miljoner kronor för överträdelser av penningtvättsreglerna.

### Klarna finns på dropshipping-sajter
Trots kritik finns Klarna fortfarande på många oseriösa dropshipping-sajter. Genom att Klarna funnits med som betalningsalternativ har Klarna legitimerat de oseriösa företag vilket lett till att många kunder blivit lurade när de gjort köp på dessa sajter.